# IC 1463
IC 1463 је двојна звијезда у сазвјежђу Водолија која се налази на листи објеката дубоког неба у Индекс каталогу.
Деклинација објекта је - 10° 31' 51" а ректасцензија 22h 59m 21,1s.